# Amauroderma malesianum
Amauroderma malesianum är en svampart som beskrevs av Corner 1983. Amauroderma malesianum ingår i släktet Amauroderma och familjen Ganodermataceae.   Inga underarter finns listade i Catalogue of Life.